# جمجمة فلورسباد
جمجمة فلورسباد هي جمجة اكتشفها الباحث دراير في موقع فلورسباد (لذلك سُميت على اسم الموقع) وذلك عام 1932، وقد اكتسبت هذه الجمجمة شهرة كبيرة وواسعة خاصة وأن الموقع الذي عُثرت فيه له أهمية كبيرة فهو يعود إلى العصر الحجري المتوسط في أفريقيا ويُعتبر دولة حرة محافظة موجودة في جنوب أفريقيا؛ وقد تميز هذا الموقع على مر التاريخ بكمية المستحثات الكثيرة التي تم العثور عليها فيه وكان بعضها مهم بل لعب دورا بارزا في تشكيل علم الأحياء، ولعل أبرز ما قدمه هذا الموقع للعلم كانت جمجمة الإنسان العاقل الذي خلق ضجة حينها كما ثم العثور فيه على بقايا حيوانات أخرى (بعضها انقرض في أزمنة غابرة). خلقت جمجمة فلورسباد ضجة كبيرة هي الأخرى فور العثور عليها، حيث لم يتفق العلماء في بادئ الأمر على التصنيف الصحيح لها وفي أي نوع يجب إضافتها؛
خاصة وأن العينة التي تم العثور عليها لها نفس حجم البشر الذي يعيش في العصر الحديث؛ إلا أن هناك فرق طفيف في حجم المخ، حيث أن حجم المخ في جمجمة فلورسباد أكبر بحوالي 1400 سم3. وقد تزامن العثور على هذه الجمجمة مع الثورات التكنولوجيا التي شهدها العالم والبشر في تلك الفترة، كما تم العثور جنبا إلى جنب مع الجمجمة على أدوات حجرية مُختلفة الأشكال والأحجام مما دفع بالعلماء إلى افتراض أن جمجة فلورسباد تعود لإنسان بدائي ما وأن تلك الأدوات الحجرية تعود لهذا الإنسان وهو الذي استعملها قصد تسهيل حياته.
جمجمة فلورسباد التي عثر عليها دراير لم تكن كاملة؛ حيث كانت مكونة من الجانب الأيمن من الوجه فقط (بينما الجانب الأيسر غير موجود) كما احتوت الجمجمة على عظم جبهي وبعض الأجزاء من الفك العلوي، جنبا إلى جنب مع أجزاء من السقف والجدران الجانبية. كما لم يتم العثور على أي أسنان أو قواطع باستثناء ضرس ثالث عُثر عليه في الجزء العلوي الأيمن من الفك. وقد لعب هذا الضرس الوحيد دورا مهما وكبيرا في معرفة تاريخ الجمجمة؛ ففي عام 1996 تم إرسال ذلك الضرس إلى مختبر تقنية قصد فحصه وقد قدر الباحثين حينها عُمر الجمجمة بحوالي 295.000 سنة.
فحص وتحليل الجمجمة أظهر أنها كانت مُصابة بفرط التعظم المتخلخل فضلا عن عدد كبير الآفات المرضية الأخرى بما في ذلك مرض في الأوعية الدموية، وهناك أيضا عدة ثقوب كبيرة قُرب الفم وقد اعتبر بعض العلماء هذه الثقوب كعلامة على أن صاحب الجمجمة كان آكلا للحوم البشر.

## الوصف
عُثر على جمجمة فلورسباد مع أدوات العصر الحجري المتوسط، وتنتمي إلى عينة حجمها كأحجام البشر المعاصرين، حيث حجم المخ أكبر من الحجم المتوسط ويبلغ 1400 سم3.
الجمجمة الأحفورية عبارة عن قطعة مُحافَظ علي أجزاء منها كالجانب الأيمن من الوجه، ومعظم العظام الأمامية، وبعض أجزاء الفك العلوي، إلى جانب الأجزاء العلوية والجانبية. عُثر أيضًا على ضرس واحد ثالث علوي من الجانب الأيمن مع جمجمة للبالغين.
أظهرت الجمجمة أيضا فرط تعظم متخلخل واسع النطاق وكذلك عدد كبير من الآفات الملتئمة، بما في ذلك التصريف المرضي أو القنوات الوعائية. هناك أيضًا بضع علامات ثقب كبيرة وعلامات تشبه الخدش والتي قد تدل على مضغ الضبع.
استنادًا إلى عينات من المينا الموجودة في السن التي عثر عليها في الجمجمة، أُرخت الحفريات مباشرة بواسطة رنين دوران الإلكترون الذي يتراوح حول 259 ±35 ألف عام.

## السياق
القحف الجزئي هو جزء من مجموعة من بقايا الفرائس آكلة اللحوم في الغالب، تُصاد في المنافذ الربيعية، وهذا يظهر الضرر الناجم عن الضباع. يشير الجفت إلى رواسب من الطين العضوي الغامق الذي يمثل سطح أرض من العصر الحجري الأوسط، ويظهر أفقًا للاحتلال البشري يرجع إلى 121 ± 6 ألف سنة.
قدم موقع فلورسباد نطاقًا كبيرًا ومتنوعًا من الحيوانات، بما في ذلك الفقاريات الصغيرة والأرانب والقوارض والزواحف. يدل عنصر الثدييات الكبير الموجود في الموقع إلى وجود مرج مفتوح مع وجود مساحة من الماء في المنطقة المجاورة مباشرة. على الرغم من أن العديد من العينات مؤرخة بمقارنات للتجمعات الحيوانية، إلا أن هذه الطريقة لا تثبت دقة تحليلها الزمني لجزء كبير من المليون سنة الماضية.

## التصنيف
صنف دراير جمجمة فلورسباد في تصنيف إنسان هيلمي لإن لها علامات تُميزها عن الانسان العاقل، أما اليوم فعلماء الأحياء لم يضعوا لها تصنيف رئيسي وتابث بعد لقلة المعلومات لكن عموما فهي ترجع إما للإنسان البدائي أو لإنسان هايدلبيرغ (حسب رأي العلماء دائما)، أما تأريخها بالصدى فقد بين أن تاريخها يعود إلى ما بين 294 و224 الف سنة (مع نسبة خطأ تُقدر بـ +/- 35 الف سنة). ومع ذلك، فقد يكون تصنيفها ما بين إنسان هادلبيرغ والإنسان البدائي وربما لا أحد منهما وفي هذه الحالة سيكون التصنيف الأنسب لها _حسب ما يرى العلماء_ هو إنسان هيلمي.

## حيوانات أخرى
يُعد موقع فلورسباد موقعا شهيرا وذلك لغلة ما قدمه من أحفوريات لعلماء الآثار والباحثين؛ فبغض النظر عن جمجمة فلورسباد المميزة هي الأخرى فإن الموقع أنتج أيضا مجموعة كبيرة ومتنوعة من أحفوريات الحيوانات التي لها ارتباط مباشر أو ربما غير مباشر مع جمجمة فلورسباد.
أحفوريات الحيوانات التي تم العثور عليها في نفس الموقع تشمل تلك الفقريات الصغيرة بما في ذلك الهامستر، الأرانب، القوارض وحتى الزواحف ويُشير الباحثون إلى أن هناك أحفوريات عُثر عليها في جنوب أفريقيا وهي في الغالب تعود إلى منتصف العصر الجليدي.

## وصلات خارجية
- التسلسل الزمني للإنسان الإنسان – مؤسسة سميثسونيان والمتحف الوطني للتاريخ الطبيعي (أغسطس 2016).